# 唐晓菲
唐晓菲（1979年4月15日—）是中国职业足球运动员，司职中场，目前效力于上海申花。
唐晓菲从小进入八一队的梯队，2003年转会至广东雄鹰并出任队长，之后效力于多家中甲球队。2010年，唐晓菲加盟中超上海申花。